# A Night at the Roxbury
A Night at the Roxbury és una pel·lícula de comèdia de 1998 dirigida per John Fortenberry i Amy Heckerking i protagonitzada per Will Ferrell i Chris Kattan. Sovint es diu que la pel·lícula espanyola de 2004 El asombroso mundo de Borjamari y Pocholo és la versió espanyola d'aquesta pel·lícula.

## Argument
Els dos germans —ja d'una edat— Steve (Will Ferrell) i Doug (Chris Kattan) volen ser coneguts en el món de la nit a Los Angeles i pensen en muntar el seu propi club nocturn. Perquè arribi aquest moment, primer volen entrar a la discoteca de moda de la ciutat, el Roxbury. Un dia, després que no els deixessin entrar al Roxbury, es troben amb Richard Grieco (ell mateix) qui xoca contra el seu cotxe i de forma accidental serà qui els obrirà les portes per poder entrar al club.

## Repartiment
- Will Ferrell: Steven "Steve" Butabi.
- Chris Kattan: Douglas "Doug" Butabi.
- Loni Anderson: Barbara Butabi.
- Dan Hedaya: Kamehl Butabi.
- Molly Shannon: Emily Sanderson.
- Dwayne Hickman: Fred Sanderson.
- Maree Cheatham: Mabel Sanderson.
- Lochlyn Munro: Craig.
- Richard Grieco: ell mateix.
- Kristen Dalton: xicota de Grieco.
- Jennifer Coolidge: oficial de policia sexy.
- Meredith Scott Lynn: Credit Vixen.
- Gigi Rice: Vivica.
- Elisa Donovan: Cambi.
- Michael Clarke Duncan: goril·la del Roxbury.
- Colin Quinn: Dooey.
- Twink Caplan: clienta que plora a la botiga de flors.
- Eva Mendes: dama d'honor.
- Mark McKinney: pare de Williams.
- Chazz Palminteri: Sr. Benny Zadir.
- Christian Mixon: noi del Corvette.
- Viveca Paulin: noia del Porsche.
- Agata Gotova: cambrera.
- Rachel Galvin: noia de la platja.

## Banda sonora
A continuació es mostra la banda sonora de la pel·lícula amb el títol de la cançó, l'artista i la durada de la cançó:
| Núm. | Títol                     | Artista(es)            | Durada |
| ---- | ------------------------- | ---------------------- | ------ |
| 1.   | «What Is Love»            | Haddaway               | 3:35   |
| 2.   | «Bamboogie (remix)»       | Bamboo                 | 3:15   |
| 3.   | «Make That Money (remix)» | Robi Rob's Clubworld   | 3:51   |
| 4.   | «Disco Inferno»           | Cyndi Lauper           | 3:18   |
| 5.   | «Do Ya Think I'm Sexy»    | N-Trance i Rod Stewart | 3:25   |
| 6.   | «Pop Muzik»               | 3rd Party              | 3:05   |
| 7.   | «Insomnia (remix)»        | Faithless              | 3:45   |
| 8.   | «Be My Lover (remix)»     | La Bouche              | 5:35   |
| 9.   | «This Is Your Night»      | Amber                  | 3:52   |
| 10.  | «Beautiful Life»          | Ace of Base            | 3:11   |
| 11.  | «Where Do You Go (remix)» | No Mercy               | 7:21   |
| 12.  | «A Little Bit of Ecstasy» | Jocelyn Enriquez       | 3:59   |
| 13.  | «What is Love (remix)»    | Haddaway               |        |
| 14.  | «Careless Whisper»        | Tamia                  | 5:27   |
| 15.  | «Stayin' Alive»           | Bee Gees               | 4:45   |
| 16.  | «Nightmare»               | Brainbug               | 6:34   |
| 17.  | «Rhythm Is a Dancer»      | Snap!                  | 4:39   |